# Isaac Herzog
Yitzhak Herzog, noto anche come Isaac Herzog, detto Bougie (in ebraico יצחק הרצוג‎?; Tel Aviv, 22 settembre 1960), è un avvocato, politico ed ex militare israeliano, presidente di Israele in carica.
Già deputato alla Knesset dal 2003 al 2018 e più volte ministro; è stato presidente dal 2013 al 2018, dove nella tale qualità ha ricoperto il ruolo di leader dell'opposizione della 19ª Knesset.
Dal 2018 al 2021 è stato presidente dell'Agenzia ebraica.
Il 2 giugno 2021, con 87 voti a favore, ha vinto le elezioni presidenziali e, a partire dal 7 luglio dello stesso anno, è entrato in carica come l'11º presidente di Israele.

## Biografia

### Famiglia
È figlio del generale Chaim Herzog, sesto presidente dello Stato di Israele per due mandati (dal 1983 al 1993) e di Aura Ambache, fondatrice del Consiglio per un bellissimo Israele. Suo nonno paterno, Yitzhak HaLevi Herzog, fu il primo rabbino capo d'Irlanda (dal 1922 al 1935) e rabbino capo ashkenazita del neonato Stato. Il padre di Herzog nacque in Irlanda e sua madre in Egitto. Le loro famiglie erano di origine ebraica dell'Europa orientale (Polonia, Russia, Lituania). Ha due fratelli e una sorella.

### Formazione, attività militare e legale
Herzog è nato a Tel Aviv il 22 settembre 1960. Quando suo padre servì come rappresentante permanente di Israele alle Nazioni Unite per tre anni, Herzog visse a New York e frequentò la Ramaz School. Negli anni seguenti, mentre studiava anche al liceo, Herzog ha conseguito un'istruzione accademica avanzata all'Università Cornell e all'Università di New York e ha trascorso le estati a Camp Ramah. Quando tornò in Israele alla fine del 1978, si arruolò nelle Forze di difesa israeliane IDF e prestò servizio come ufficiale maggiore nell'Unità 8200 del corpo di intelligence.
Herzog ha studiato legge all'Università di Tel Aviv. Ha lavorato in uno studio legale fondato da suo padre, Herzog, Fox & Ne'eman..

## Carriera politica

### Membro della Knesset e del governo israeliano
Nelle elezioni parlamentari israeliane del 2003, ha ottenuto un seggio alla Knesset per il Partito Laburista Israeliano (Avoda). Ha lanciato diverse iniziative legislative. Nel 2005, quando i laburisti entrarono nella coalizione con il Likud di Ariel Sharon, Herzog divenne ministro dell'Edilizia e degli Alloggi. Tuttavia, si è dimesso alla fine di novembre quando il Partito Laburista ha lasciato la coalizione. Nelle elezioni parlamentari del 2006, Herzog ha ottenuto un altro seggio ed è stato inizialmente ministro del turismo sotto Ehud Olmert, ma nel 2007 dopo che Jisra'el Beitenu è entrato nel governo, è passato a capo del Ministero degli affari sociali ed è stato anche nominato ministro per gli affari della diaspora e la lotta all'antisemitismo. In questa funzione criticò aspramente i rinnovati progetti di beatificazione di papa Pio XII. Nelle elezioni della Knesset del 2009, Herzog era secondo nella lista dopo il leader del partito Barak e rimase ancora una volta membro del parlamento.
Nel governo sotto Benjamin Netanyahu, che includeva il Partito Laburista Israeliano come partner di coalizione, Herzog ha assunto nuovamente la carica di ministro degli affari sociali. Nonostante le sue attività ministeriali, ha ripetutamente criticato le politiche del governo e alla fine ha annunciato le sue dimissioni dopo la rottura di Ehud Barak con il Partito Laburista il 17 gennaio 2011. Nel novembre 2013 è stato eletto leader del partito. È diventato leader dell'opposizione contro il governo Netanyahu alla Knesset e si è presentato alle elezioni anticipate del marzo 2015 come il miglior candidato della lista elettorale congiunta dell'Unione Sionista, a cui Partito Laburista Israeliano (Avoda) si è unito con il partito politico HaTnuah di Tzipi Livni.

### Presidente di Israele
Il 2 giugno 2021, la Knesset ha eletto a scrutinio segreto Herzog nuovo presidente con 87 voti. Si tratta della maggioranza più alta mai raggiunta in un'elezione presidenziale alla Knesset. Ha prevalso contro la sua concorrente, la vincitrice del premio Israele Miriam Peretz, che ha ricevuto 26 dei 120 voti. Ha prestato giuramento alla Knesset il 7 luglio 2021 ed è così entrato in carica, succedendo a Reuven Rivlin.
Nel gennaio 2022 ha effettuato una "storica" visita di Stato negli Emirati Arabi Uniti.

## Vita privata
Vive a Tel Aviv con la moglie Michal, con cui ha avuto tre figli maschi.